# Володимир Ваухнік
Володимир Ваухнік (словен. Vladimir Vauhnik; нар. 24 червня 1896, Светинє — пом. 31 травня 1955, Буенос-Айрес) — югославський військовик словенського походження, полковник. Останній військовий аташе Королівства Югославії в Берліні.
Найвідоміший своєю контррозвідувальною діяльністю до і під час Другої світової війни, якою міг змінити її хід.
Першим надіслав повідомлення з Берліна у Белград про підготовку нападу Німеччини на Югославію. Був надзвичайно добре поінформований. Упродовж війни працював у Любляні на британську розвідувальну службу. Під прізвиськом BBZ (Berliner Bürsen-Zeitung) посилав військові звіти у Лондон. Коли у 1944 р. організацію було викрито, вчасно втік у Швейцарію через Трієст.

## Ранні роки

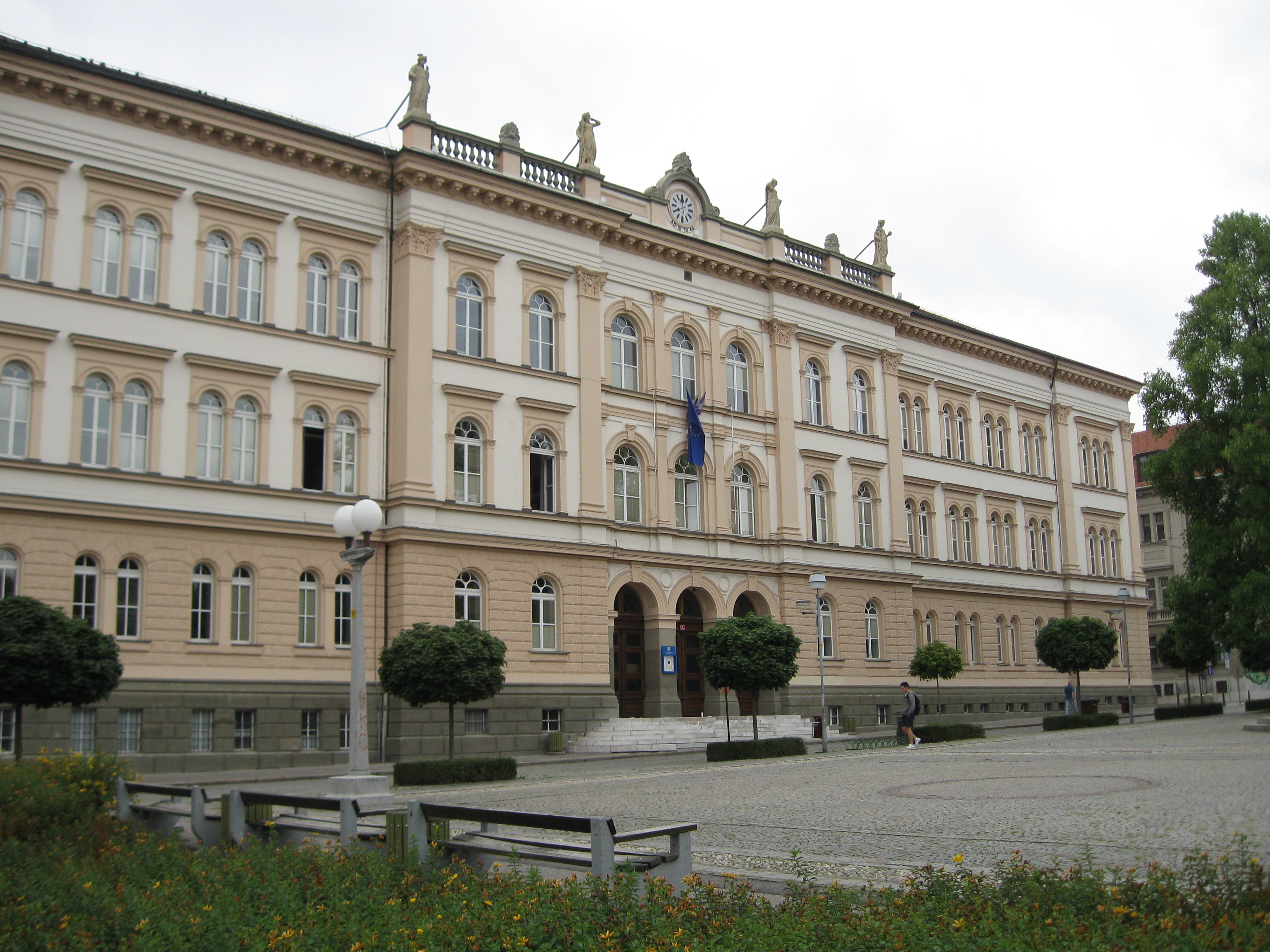
Перша гімназія у Мариборі, яку закінчив Ваухнік

Народився 24 червня 1896 року в тогочасній Австро-Угорщині (в теперішньому словенському селі Светинє, що в області Нижня Штирія). Його батьки були вчителями. Закінчив Першу мариборську гімназію та австрійське кадетське військове училище.
Після Першої світової війни повернувся на батьківщину, яка тоді ввійшла до новоствореного Королівства СХС і взяв участь в австро-словенському конфлікті в Каринтії. За хоробрість у цьому конфлікті відзначений нагородою від югославської влади та підвищений до звання капітана.

## Напередодні Другої світової
Ваухнік був чи не першим у світі, хто представив роздобуті як законними, так і нелегальними шляхами відомості про те, що нацистська Німеччина вдереться у Польщу та Югославію, а потім і в Радянський Союз.
На підставі наказів тодішнього міністра оборони Королівства Югославія Мілана Недича, він двічі відвідував німецьке верховне командування, обстоюючи югославську зацікавленість портом Салоніки.
Його товаришем по здобуттю військової освіти в Особливій військовій школі Сен-Сір у Франції був, зокрема, Дража Михайлович.

## Протягом війни
Перед початком Другої світової війни Ваухнік у званні полковника обіймав посаду югославського військового аташе в Берліні, де тісно співпрацював з Іво Андричем.
За його свідченнями, вже 14 березня 1941 Ваухнік мав «незаперечні докази і навіть досить докладні плани» щодо початку підготовки до нападів німецьких військ на Радянський Союз. Він також наголошував, що про ці плани було поінформовано уряд Великобританії.
Після вторгнення в Югославію держав Осі Ваухніка схопили у Белграді і на початку травня 1941 року перевезли в Берлін, де допитали в Головному управлінні імперської безпеки. Звільнили його як громадянина Німеччини, оскільки він народився в тій частині Югославії, яку на той час анексувала Німеччина. Після звільнення Ваухнік вирушив до Любляни.
1942 року Ваухнік виношував план доправити до окупованої державами Осі Югославії короля Петра ІІ для мобілізації сербів і хорватів під його командуванням. Його план спирався на той факт, що німецькі війська зав'язли на Східному фронті, а італійських військовиків можна було переконати не втручатися.
Ваухнік був соратником командира словенських четників (Синьої гвардії) Івана Презеля. Був ініціатором створення Військової ради всіх словенських ліберальних політичних рухів (словен. Zveza). У той час він перебував на посаді виконувача обов'язків начальника штабу четників у Словенії. 1944 року Дража Михайлович підвищив Ваухніка до звання бригадного генерала. За словами четницького воєводи Шуштерича, Ваухнік і Михайлович були побратимами.
За даними деяких джерел, Ваухнік у червні 1944 р. поїхав у Швейцарію з метою запропонувати перевести у підпорядкування британському командуванню словенських домобранців, частину вояків Незалежної Держави Хорватії та частину загонів четників. Британські представники відхилили його пропозицію.

## Післявоєнні роки
Після Другої світової війни Ваухнік виїхав до Аргентини, де у Буенос-Айресі жив тихим життям, не вступаючи до жодної з численних югославських емігрантських політичних груп. Помер 31 травня 1955 року в Буенос-Айресі.